# مصطفى المنصوري
مصطفى المنصوري (22 أغسطس 1953) أكاديمي وسياسي مغربي، تقلد منذ 1998 عدة مناصب وزارية، وفي أكتوبر 2007 انتخب رئيسا لمجلس النواب.كما أنه أخ الجنرال المغربي ميمون المنصوري.

## مسيرته
ولد المنصوري سنة 1953 بمدينة العروي قبيلة بني بويحيي. نال شهادة الباكالوريا بثانوية الليمون 1972 وعلى الإجازة في العلوم الاقتصادية 1974 بامتياز من جامعة ريمز بفرنسا وأكمل دراسته وحصل على المستريز في العلوم الاقتصادية سنة 1976 بامتياز من نفس الجامعة. وحصل على دبلوم الدراسات المعمقة من جامعة نانتر باريس بفرنسا سنة 1978، وعلى دكتوراه السلك الثالث في الاقتصاد بميزة حسن جدا من جامعة السوربون باريس بفرنسا سنة 1981، وفي نفس السنة بدأ يعمل كأستاذ جامعي في الاقتصاد بالرباط، وحصل على دكتوراه الدولة في الاقتصاد بميزة حسن جدا من جامعة محمد الخامس الرباط بالمغرب سنة 1991.
التحق مصطفى المنصوري بحزب التجمع الوطني للأحرار مبكرا فانتخب رئيسا لمجلس البلدي لمدينة العروي منذ 1992، ونائبا في مجلس النواب عن نفس الدائرة منذ 1993، وقد كان رئيس الفريق البرلماني لحزب التجمع الوطني للأحرار (1993 – 1997)، كما انتخب رئيسا لحزب في ماي 2007. وهو متزوج وله ثلاثة أبناء.

## التجربة السياسية
- رئيس المجلس البلدي لمدينة العروي منذ 1992[6]،
- نائب برلماني لمدينة العروي منذ 1993،
- رئيس المجلس الإقليمي لإقليم الناظور (1993 – 1997)،
- رئيس الفريق البرلماني لحزب التجمع الوطني للأحرار (1993 – 1997)،
- رئيس الجهة الشرقية (1997 – 2003)،
- وزير النقل والملاحة التجارية، (مارس 1998 – شتنبر 2000)[7][8][9]،
- وزير التجارة والصناعة والطاقة والمعادن، (شتنبر 2000 – نونبر 2002)،
- وزير التشغيل والشؤون الاجتماعية والتضامن، (نونبر 2002 – يونيو 2004)[10][11][12]،
- وزير التشغيل والتكوين المهني، (يونيو 2004 – أكتوبر 2007)[13]،
- رئيس حزب التجمع الوطني للأحرار، ماي 2007[14]،
- رئيس مجلس النواب أكتوبر 2007[15]،
- رئيس منتدب للجمعية الثقافية والاجتماعية لبحر الأبيض المتوسط،
- عضو بهيئة تحرير المجلة المغربية للإدارة المحلية والتنمية
- سفير المغرب بالسعودية[16][17][18]

## تكريمات
2009: توشيح مصطفى المنصوري بوسام سيمون بوليفار